# Borgo Dora
Borgo Dora (Borgh Dòira in piemontese) è un piccolo rione storico di Torino, parte del quartiere Aurora (Circoscrizione 7).  
È delimitato: 
- a nord, dalla Dora Riparia
- a sud, da corso Regina Margherita (confine con il Quadrilatero Romano del Centro) - piazza della Repubblica
- ad ovest, da via Francesco Cigna (confine con Valdocco)
- ad est, da piazza della Repubblica - corso Giulio Cesare

Un tempo era noto come Borgo del Pallone (Borgh dël Balon). Si tratta di un'area dalla forte identità storica, l'unica superstite delle quattro borgate che nascevano un tempo alle porte della città, nei rispettivi punti cardinali (il Borgo del Pallone rappresentava la borgata a nord delle mura). 
In virtù di questa sua peculiarità, Borgo Dora potrebbe essere definito un quartiere a sé, annesso naturalmente al grande complesso mercatale e ricreativo di Porta Palazzo. Oggi rivalutato e riqualificato, rimane tuttavia un rione essenzialmente popolare.

## Etimologia toponomastica
Deve il suo nome al vicino fiume Dora Riparia, che scorre a nord dell'intera zona e ne delimita il confine settentrionale. Allo stesso fiume, ad esempio, si deve anche il nome della Porta Palatina, detta anche "Porta Doranea" o "Porta Doranica", nome che fra l'altro spiega un'altra vecchia denominazione, vale a dire Borgo di Porta Doranea.
L'etimologia più interessante, ad ogni modo, riguarda l'antico toponimo Borgo del Pallone, che sopravvive ancora oggi nel nome tradizionale Balon, lo storico mercato delle pulci che ha sede in Borgo Dora. Si tratta un toponimo di non facile interpretazione, sul cui significato vi sono diverse congetture.
Una prima ipotesi, di matrice puramente popolare, vede nel termine "pallone" ("balon" in piemontese, pronunciato "balun") un'allusione ad attività ludiche, che identificherebbero il rione come un centro di intrattenimento sin dai secoli passati. Nel Seicento, ad esempio, vi era un luogo in questo borgo dal nome di Osteria del Pallone, forse un punto di ritrovo per attività di divertimento. Quest'ipotesi, inoltre, fa leva anche su riscontri più recenti, che risalgono all'inizio del Novecento, quando gli operai delle vicine concerie si ritrovavano a scommettere presso uno sferisterio e bocciofila recante la scritta Giuoco Bocce (locale di cui oggi rimane la sola facciata nella vicina via Cigna). C'è chi pensa, in tal senso, che il nome ricalchi il detto piemontese “Andoma a gieughe al balon”, nel senso di “Andiamo a scommettere sulla partita di pallone elastico”.
Detto questo, però, l'ipotesi più verosimile è un'altra, come dimostrano le vecchie documentazioni di epoca medievale. A quel tempo, infatti, Borgo Dora era noto come burgum ad pillonos, ovvero Borgo dei Piloni, in quanto pare che il rione sorgesse in prossimità di antichi piloni posti a sostegno di un vecchio ponte sulla Dora (ponte databile forse ad epoca romana). Con l'andare dei secoli, il termine pilone sarebbe stato storpiato in pallone nel linguaggio vernacolare, forse anche per via di una curiosa paretimologia col termine pila - in latino pila significa sia “pilone” che “palla”.
Il nome Borgo del Pallone, ad ogni modo, appare spesso nei testi antichi, a testimoniare il suo uso sin da epoche remote. Ai tempi dell'assedio di Torino del 1706, una carta topografica francese riporta il toponimo nella traduzione Faubourg de Balon, testimonianza, quest'ultima, che smentisce anche un'altra interpretazione sull'origine del nome, attribuito in maniera fantasiosa al primo decollo di una mongolfiera - evento che, in realtà, accadde soltanto parecchi decenni più tardi nella vicina Francia. Ciononostante, l'immagine di un grande pallone aerostatico è una delle iconografie tipiche dell'attuale associazione dei commercianti del Balon.

## Monumenti e luoghi d'interesse

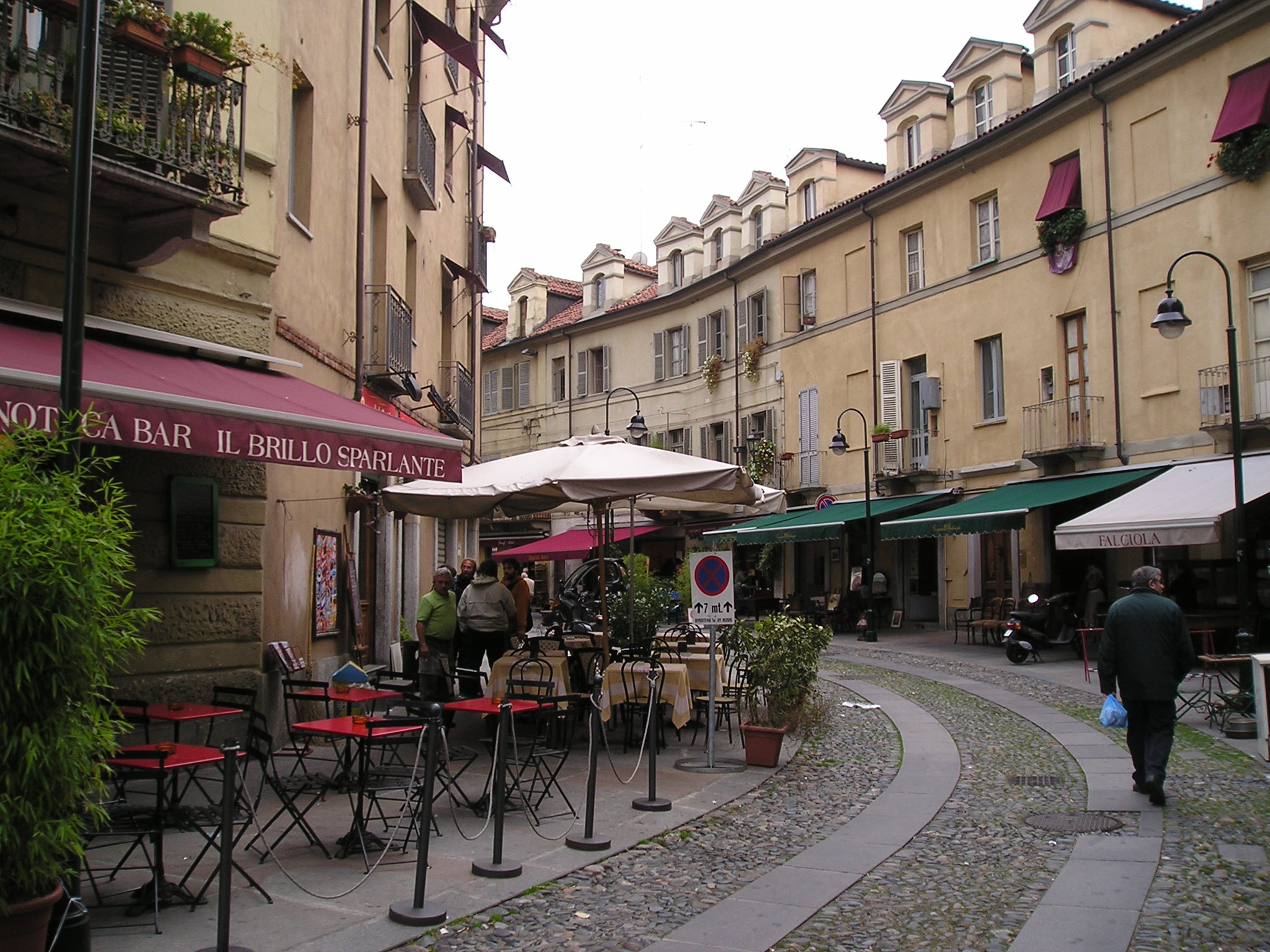
Uno scorcio della via principale di Borgo Dora

- L'area pedonale, adibita altresì ad area di mercato aperta durante il Balon, è annessa alla vicina Porta Palazzo, che ospita i resti delle antichissime ghiacciaie ipogee, conservate dentro l'edificio in vetro del nuovo centro commerciale del lato nord di piazza della Repubblica
- San Pietro in Vincoli. Cimitero progettato nel 1777 dall'architetto Francesco Dellala di Beinasco su iniziativa di Vittorio Amedeo III, presenta una tipologia a corte e porticato coperto. Caduto in uno stato di grave abbandono, nel 1988 il Comune di Torino ne ha effettuato un radicale restauro. Fino al 2008, parte dell'edificio ha ospitato la Biblioteca internazionale di Cinema e Fotografia Mario Gromo, mentre lo splendido cortile porticato è tuttora utilizzato per manifestazioni all'aperto e rappresentazioni teatrali
- Rione Valdocco. Ospita la chiesa di Maria Ausiliatrice e tutta la struttura dei salesiani di San Giovanni Bosco
- Cottolengo, noto ospedale per la cura dei malati disagiati
- Nucleo del borgo, ovvero l'area pedonale, ricreativa, artigianale del grande mercato delle pulci, detto Balon, che termina nell'area detta "Cortile del Maglio", quest'ultimo coperto e sede di attività commerciali

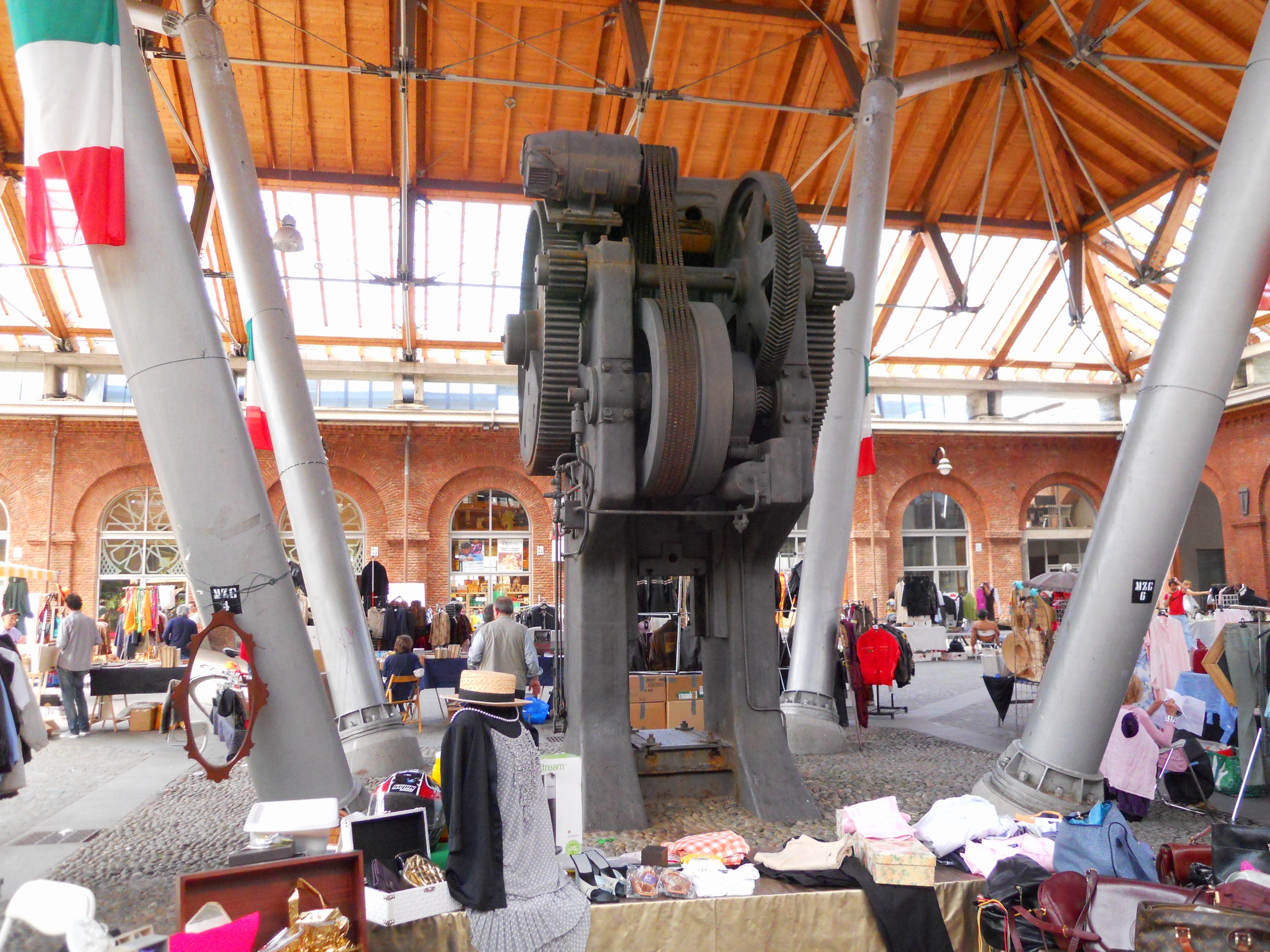
Interno del Cortile del Maglio

- Ex-Caserma Cavalli, ora sede della Scuola Holden e vecchio Arsenale, antica fabbrica di polveri da sparo e munizioni già dal 1580. A fianco, il Sermig, o "Arsenale della Pace":

(da www.sermig.org)
- "Turin Eye" : pallone aerostatico che si elevava dal 2012 per 150 metri, consentendo un panorama su Torino a 360 gradi, in manutenzione da giugno 2019 e chiuso definitivamente a novembre 2019 [7]